# Моя большая греческая свадьба 2
«Моя большая греческая свадьба 2» (англ. My Big Fat Greek Wedding 2) — американская романтическая комедия режиссёра Кирка Джонса, автором сценария которой является Ниа Вардалос. Актёрский состав представлен кинозвёздами Нией Вардалос, Джоном Корбеттом, Лэйни Казан, Майклом Константином, Андреа Мартин, Иэном Гомесом, Еленой Кампури и Луисом Мэндилором. Является продолжением вышедшего в 2002 году фильма «Моя большая греческая свадьба». Съёмки сиквела начались в конце мая 2015 года в Торонто (Канада). Компания Universal Pictures выпустила фильм на экраны 25 марта 2016 года.

## Сюжет
Полностью посвятив себя дочери-подростку, которая только что окончила среднюю школу и не желает поступать в колледж, Тула и Иэн сталкиваются с проблемой в их собственном браке. Намечается ещё одна греческая свадьба — на сей раз гораздо более внушительная и курьёзная.

## В ролях
| Актёр            | Роль                                                        |
| ---------------- | ----------------------------------------------------------- |
| Ниа Вардалос     | Фотула «Тула» Портокалос-Миллер                             |
| Джон Корбетт     | муж Тулы Иэн Миллер                                         |
| Елена Кампурис   | дочь Тулы и Иэна Пэрис Миллер                               |
| Лэйни Казан      | мать Тулы Мария Портокалос                                  |
| Майкл Константин | отец Тулы Костас «Гас» Портокалос                           |
| Луис Мэндилор    | брат Тулы Ник Портокалос                                    |
| Андреа Мартин    | тётя Тулы, сестра Марии Портокалос Вула                     |
| Джоуи Фэйтон     | кузен Тулы, сын Вулы Анджело                                |
| Джиа Каридес     | кузина Тулы и её лучшая подруга, дочь Вулы, кума Иэна Никки |
| Джери Мендицино  | дядя Тулы, муж Вулы, отец Анджело и Никки Таки              |
| Иэн Гомес        | друг Иэна Майк                                              |
| Джон Стэймос     | Джордж                                                      |
| Рита Уилсон      | Анна                                                        |
| Алекс Вулфф      | Беннетт                                                     |

## Производство
В 2009 году, в интервью о своём фильме «Моё большое греческое лето», Ниа Вардалос, отвечая на вопрос о возможном продолжении ставшей популярной комедии «Моя большая греческая свадьба», сообщила, что у неё возникала идея о сиквеле, намекнув на то, что, как и «Моё большое греческое лето», действие фильма, возможно, может развиваться в Греции.
В ноябре 2012 года, в очередном интервью, актриса рассказала, что займётся написанием сценария ко второй части фильма.
27 мая 2014 года, различные СМИ сообщили, что готовится сиквел популярной комедии. Позже, Вардалос подтвердила это через страницу в Twitter, а также то, что написала сценарий к фильму. Компания Universal Pictures приобрела права на дистрибуцию картины 11 ноября 2014 года, а Кирк Джонс был выбран в качестве режиссёра фильма по сценарию, написанному Нией Вардалос, также принимающей участие в съёмках.

### Съёмки
Съёмочный период начался 10 мая 2015 года в Торонто (Канада) и закончился 28 июня.

## Релиз
В мае 2015 года компания Universal Pictures назначила релиз на 25 марта 2016 года. В этот же день состоялась мировая премьера другого предстоящего американского фильма, «Бэтмен против Супермена: На заре справедливости».

### Кассовые сборы
Фильм собрал по миру в общем счёте $90 632 641